# Brodski kej
 Šetnica uz rijeku Savu ili popularno brodski kej nalazi se u Slavonskom Brodu i jedno je od najdužih šetališta uz rijeke u Hrvatskoj. 
Njezina duljina iznosi 2,5 km i prostire se od ušća rijeke Mrsunje do gradskih bazena. Na šetnicu se nastavlja šetalište koje prati Savu Splavarskom ulicom skroz do "Poloja" čime se dobiva 5 km dugo neprekinuto šetalište u kojem uživaju brojni Brođani. Šetnica je ukrašena brojnim grafitima, a tu se nalazi i kip Potjeha, lika iz Ivanine bajke "Kako je Potjeh tražio istinu". Godine 2019. dovršavaju se radovi na obaloutvrdi i dodatnih 600 m u koje su investirale Hrvatske vode u iznosu od 10 milijuna kuna.
Brodski kej je i okupljalište mnogobrojnih mladih posebice petkom i subotom navečer.